# Falbo

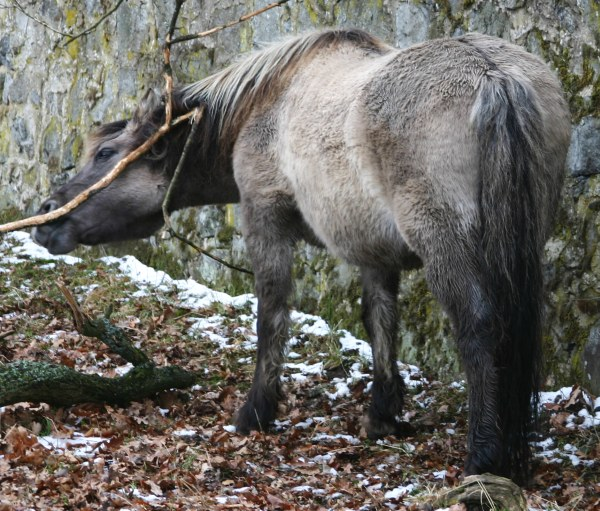
Mantello Sorcino

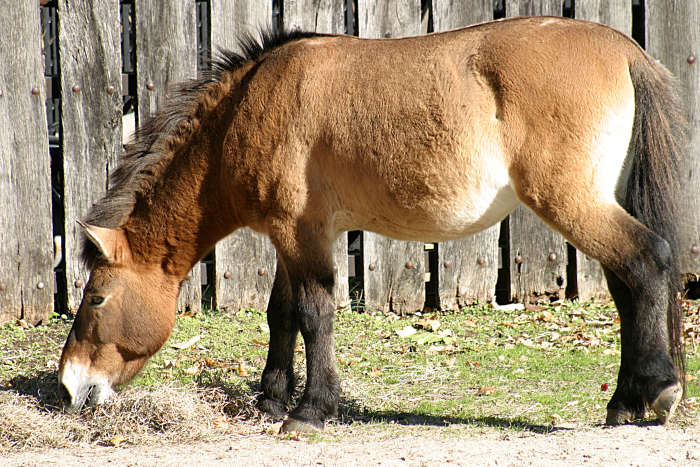
Mantello Falbo

Il mantello equino falbo è tipico delle razze del nord Europa, americane o della penisola iberica; può variare dal crema al grigio-argento. Il gene falbo dominante semplice unisce le sue caratteristiche (diluizione del colore, riga mulina e talvolta zebrature agli arti) ai mantelli di base, e in base a questi prenderà il nome di:
- Falbo o Bay Dun per il baio
- Red Dun per il sauro
- Sorcino o Grullo per il morello

## Varianti
Le varianti più tradizionali sono: 
- Il dun scuro ovvero grigio topo,
- il dun argentato che è un colore simile a quello della lepre,
- il dun giallo color limone
- il dun dorato ovvero giallo acceso.